# Collegium Ludgerianum
Das Collegium Ludgerianum war ein bischöfliches Konvikt in Münster. Der Name Ludgerianum wird heute noch für das ehemalige Konviktsgebäude am Domplatz verwendet.

## Konvikt
Das Collegium Ludgerianum war für Knaben aus dem Bistum Münster bestimmt, die sich zum Priester berufen fühlten (oder dafür vorgesehen wurden). Ihre Leistungen mussten im oberen Drittel des Klassendurchschnitts liegen. Der Eintritt war ab der Obertertia (9. Klasse) möglich. Der Gymnasialunterricht bis zum Abitur fand am Gymnasium Paulinum statt. Er wurde ergänzt durch die spirituelle und aszetische Schulung und das Gemeinschaftsleben im Konvikt.

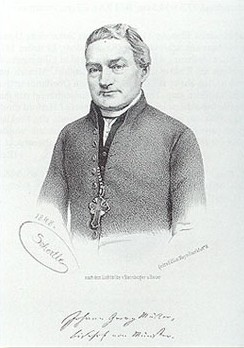
Bischof Johann Georg Müller, Gründer

## Geschichte

### Gründung
Gegründet wurde das Ludgerianum Ostern 1849 durch Bischof Johann Georg Müller. Es erhielt den Namen des heiligen Liudger, des ersten Bischofs von Münster. Am Domplatz, südlich neben dem bischöflichen Palais, wurde unter Bischof Hermann Jakob Dingelstad von 1901 bis 1904 nach einem Entwurf des Münsteraner Architekten Franz Wucherpfennig das historistische Konviktsgebäude mit einem dem Rathaus nachempfundenen Giebel errichtet.

### Nach dem Zweiten Weltkrieg
Im Krieg schwer beschädigt, wurde das Gebäude bis 1950 vereinfacht wieder aufgebaut. 1952 wurde der Konvikt dort wieder eröffnet. Später bezog das Ludgerianum einen Neubau am Kardinal-von-Galen-Ring 45.

### Am Ring
Zwischen 1960 und 1964 war dort zusätzlich das Overberg-Kolleg untergebracht.
Ab 1969 teilte sich das Collegium das Gebäude mit der neu gegründeten Friedensschule, einer bischöflichen Gesamt- und Ganztagsschule. Das Collegium Ludgerianum wurde 1971 aufgelöst. Heute residiert dort der Caritasverband in der Diözese Münster.

### Gebäude am Domplatz
Nach dem Umzug des Konviktes beherbergte der ursprüngliche Bau bis zum Zweiten Weltkrieg das Archiv des Bistums. 
Von 1950 bis 1960 war dort zudem die neu geschaffene Katholische Akademie Franz-Hitze-Haus untergebracht, bevor diese in den Neubau am Aasee umzog.  Zur Finanzierung des Neubaus wurde das ursprüngliche Gebäude am Domplatz verkauft und seitdem als philosophisches Seminar der Westfälischen Wilhelms-Universität genutzt.

## Mit dem Ludgerianum verbundene Personen
- Bischof Johann-Georg Müller (Gründer des Konvikts)
- Kaplan Bernhard Schweling (Rendant)
- Clemens Perger (Präses 1849)
- Heinrich von Droste zu Hülshoff, (Landrat von Münster, Schützer des Ludgerianums im Kulturkampf).
- Bischof Hermann Jakob Dingelstad (Bauherr des Gebäudes am Domplatz 23)
- Bischof Johannes Poggenburg (Leiter des Konvikts ab 1906)
- Bischof Heinrich Tenhumberg (damals als Schüler)
- Albert Freude (damals als Schüler)
- Heinrich Kömstedt (Präses ab 1866)
- Joseph Bautz (Studienpräfekt von 1874 bis 1877)
- Heinz Bello leistete Luftschutzdienst am Ludgerianum
- Heinrich Janssen, Weihbischof, dort im Jahr 1965 als Spiritual

## Bilder

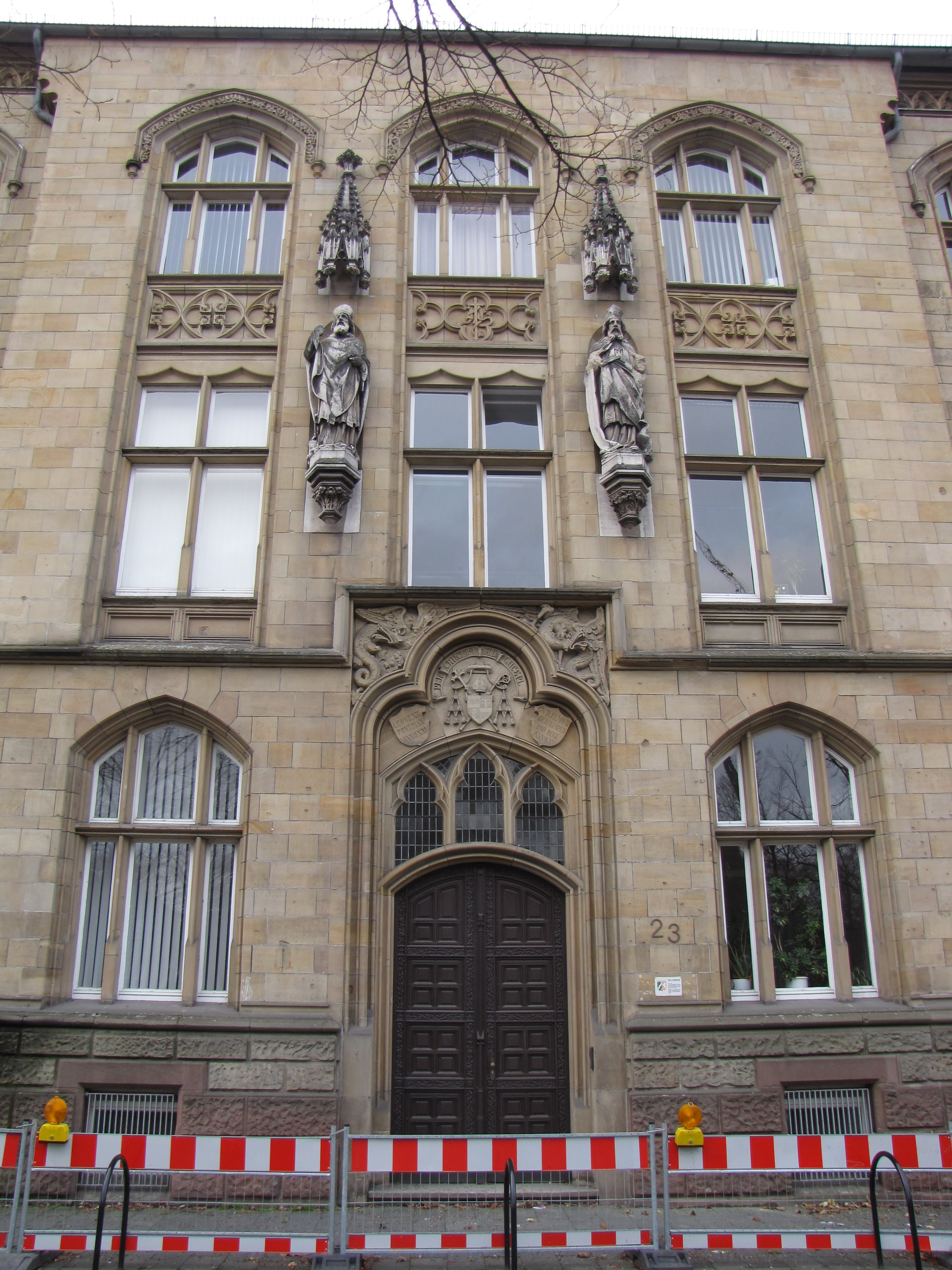
Portal mit den Heiligenstatuen; rechts der hl. Ludger mit seinem Attribut, der Gans; links der hl. Bonifatius mit Buch und Axt; Bildhauer: Franz Ewertz
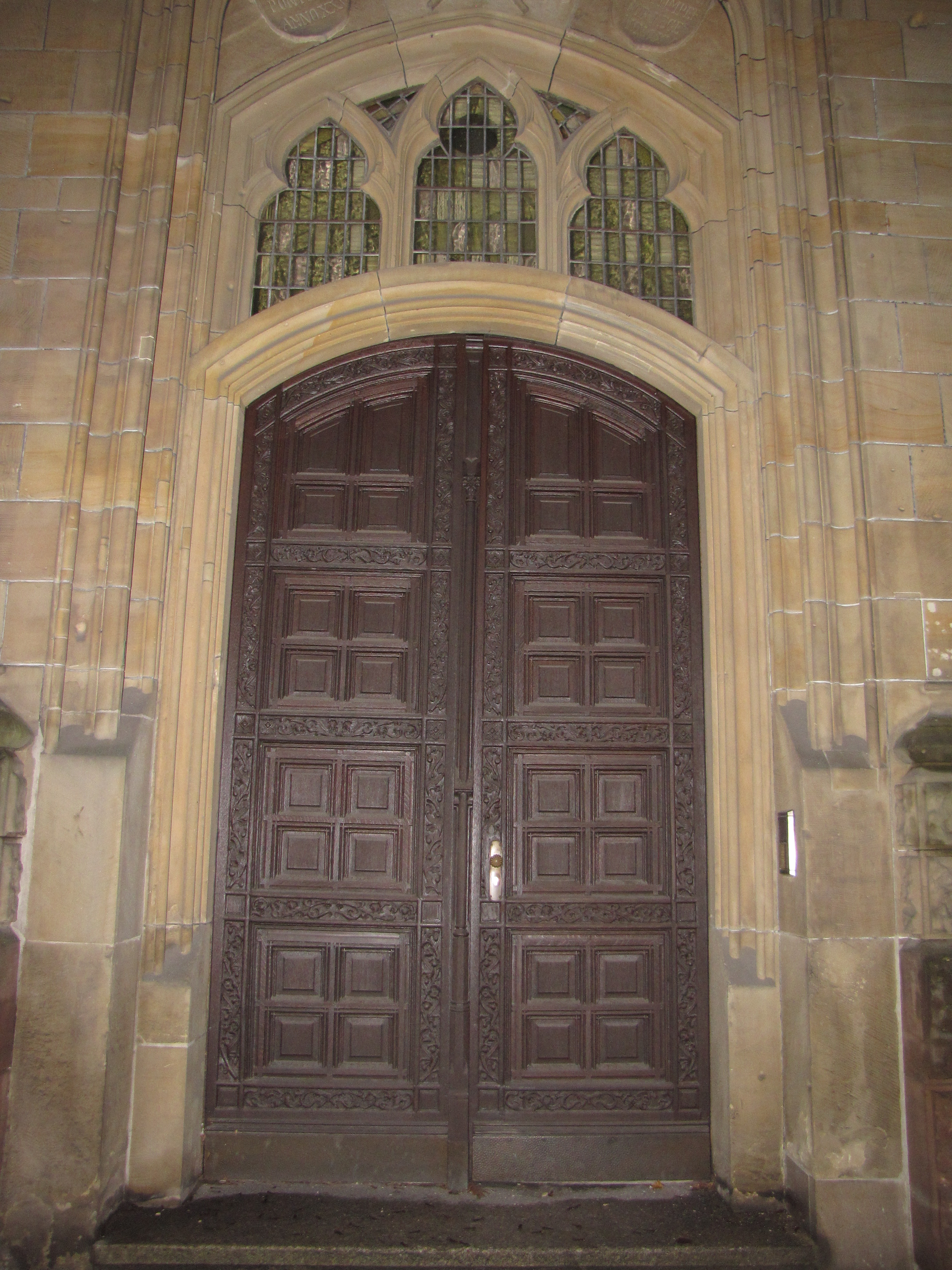
Portal
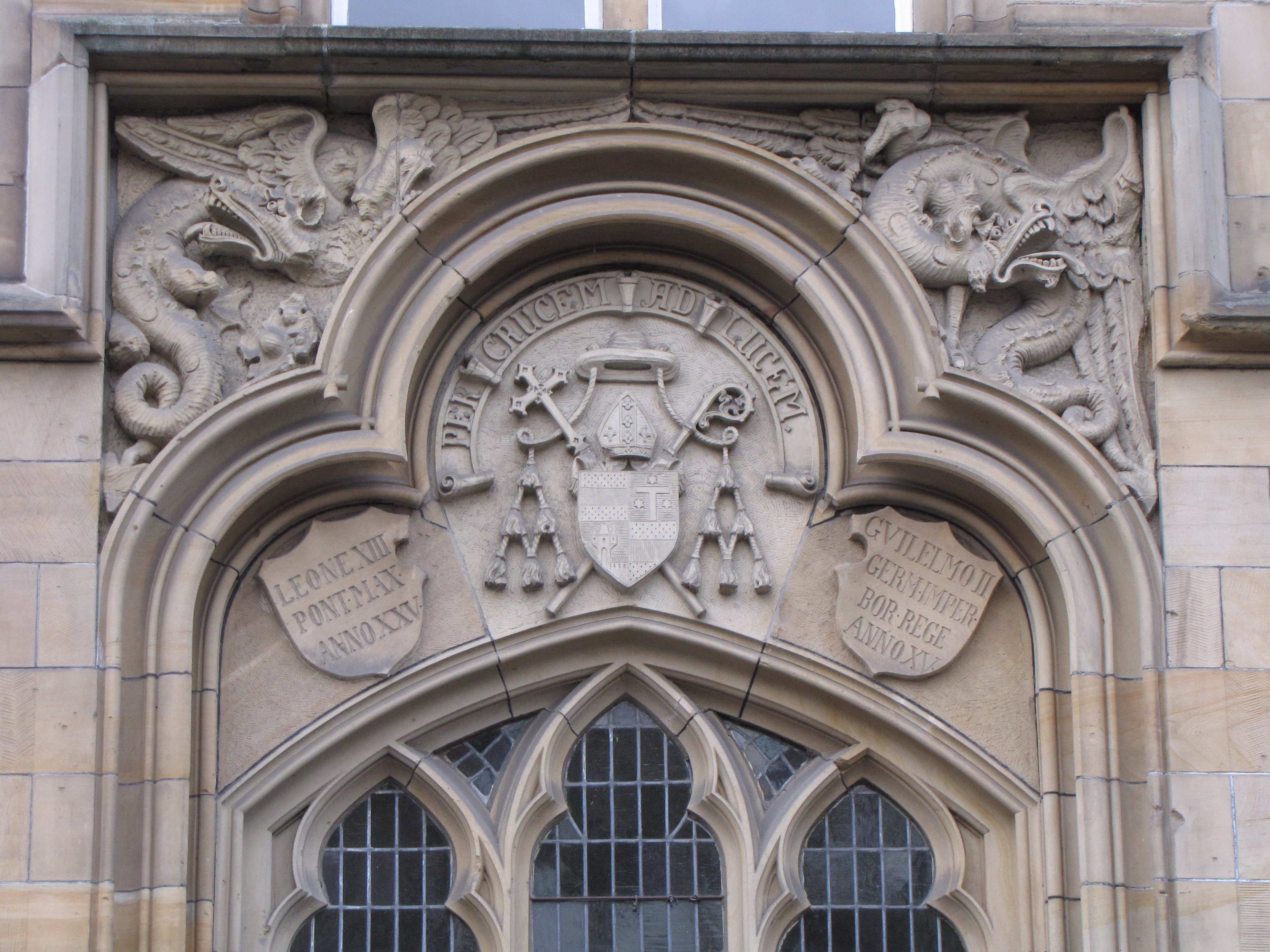
Tympanon des Eingangs mit dem Wappen des Erbauers Bischof Hermann Jakob Dingelstad